# Aleksej Petrušin
Aleksej Petrušin (in russo Алексей Алексеевич Петруши?, angl. Aleksei Alekseyevich Petrushin; Ljubercy, 29 gennaio 1952) è un allenatore di calcio ed ex calciatore russo, fino al 1991 sovietico, di ruolo centrocampista.

## Carriera

### Calciatore
Cresciuto nella Torpedo Ljubercy, nel 1970 arriva alla Dinamo Mosca dove fa alcuni anni nella seconda squadra prima di aggregarsi con la prima squadra nella massima divisione sovietica, nel 1972. Nel 1981, dopo 244 presenze e 21 reti in campionato (decimo nella storia della società moscovita per numero di presenze) e tre titoli nazionali, lascia la Dinamo Mosca per andare al Paxtakor, rimanendo in prima divisione. Conclude la sua esperienza da calciatore nel 1985, mentre milita nel Kuban', squadra di Krasnodar.
Vanta 322 incontri e 23 gol nella prima divisione sovietica, 3 presenze in Coppa UEFA e 15 partite nella Coppa delle Coppe UEFA.

### Allenatore
Nel 1985 comincia la sua carriera da allenatore, divenendo vice allenatore nel Shakhrikhanets Shakhrikhan. In seguito vive esperienze ad Andijan, con Paxtakor e Spartak, ritornando nel 1991 al Ljubercy per allenare il Prometey. Dopo aver vissuto altre brevi esperienze con Dinamo Gazovik, Arsenal Tula e Spartak Schelkovo, nel 1996 torna a Mosca diventando assistente prima della squadra riserve e poi della prima squadra della Dinamo. Allena la prima squadra della Dinamo per un breve periodo nel 1999. Successivamente guida Shinnik Yaroslav, Khimki, Lukoyl Chelyabinsk, Kairat Almaty, Dinamo Minsk, Metallurg Lipeck, Lukhovitsy e Sokol Saratov.

## Palmarès

### Calciatore

#### Competizioni nazionali
- Vysšaja Liga: 1

Dinamo Mosca: 1976 (primavera)
- Kubok SSSR: 1

Dinamo Mosca: 1977
- Superkubok SSSR: 1

Dinamo Mosca: 1977